# Arányi Lajos György

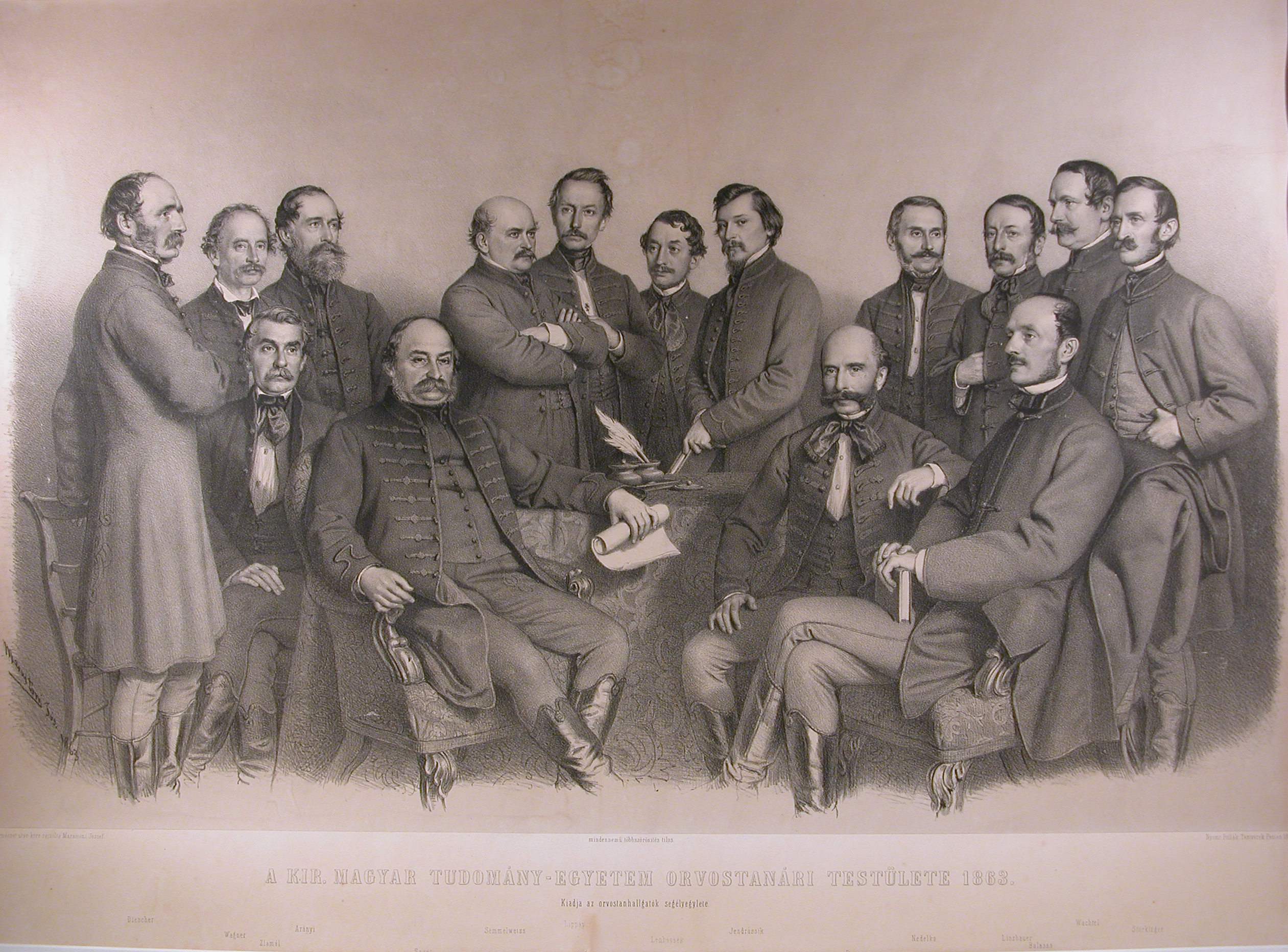
A Pesti Egyetem Orvostudományi Karának egyetemi tanárai 1863-ban. Balról jobbra állnak (1) Diescher János, (2) Wagner János, (3) Arányi Lajos, (4) Semmelweis Ignác (kezeit keresztben tartja), (5) Lippay Gáspár, (6) Lenhossék József, (7) Jendrássik Jenő, (8) Nedelkó Döme, (9) Linzbauer Ferenc, (10) Wachtel Dávid, (11) Stockinger Tamás. Ülnek: (12) Zlamál Vilmos, (13) Sauer Ignác, (14) Rupp N. János, (15) Balassa János. Festő Marastoni József

Hunyadvári Arányi Lajos György, eredeti nevének változatai: Lostainer, Lóstájner, Losteiner, számos forrásban Arányi Lajos; (Komárom, 1812. május 29. – Nagymaros, 1887. július 28.) orvos, egyetemi tanár, szakíró, régész.

## Életpályája

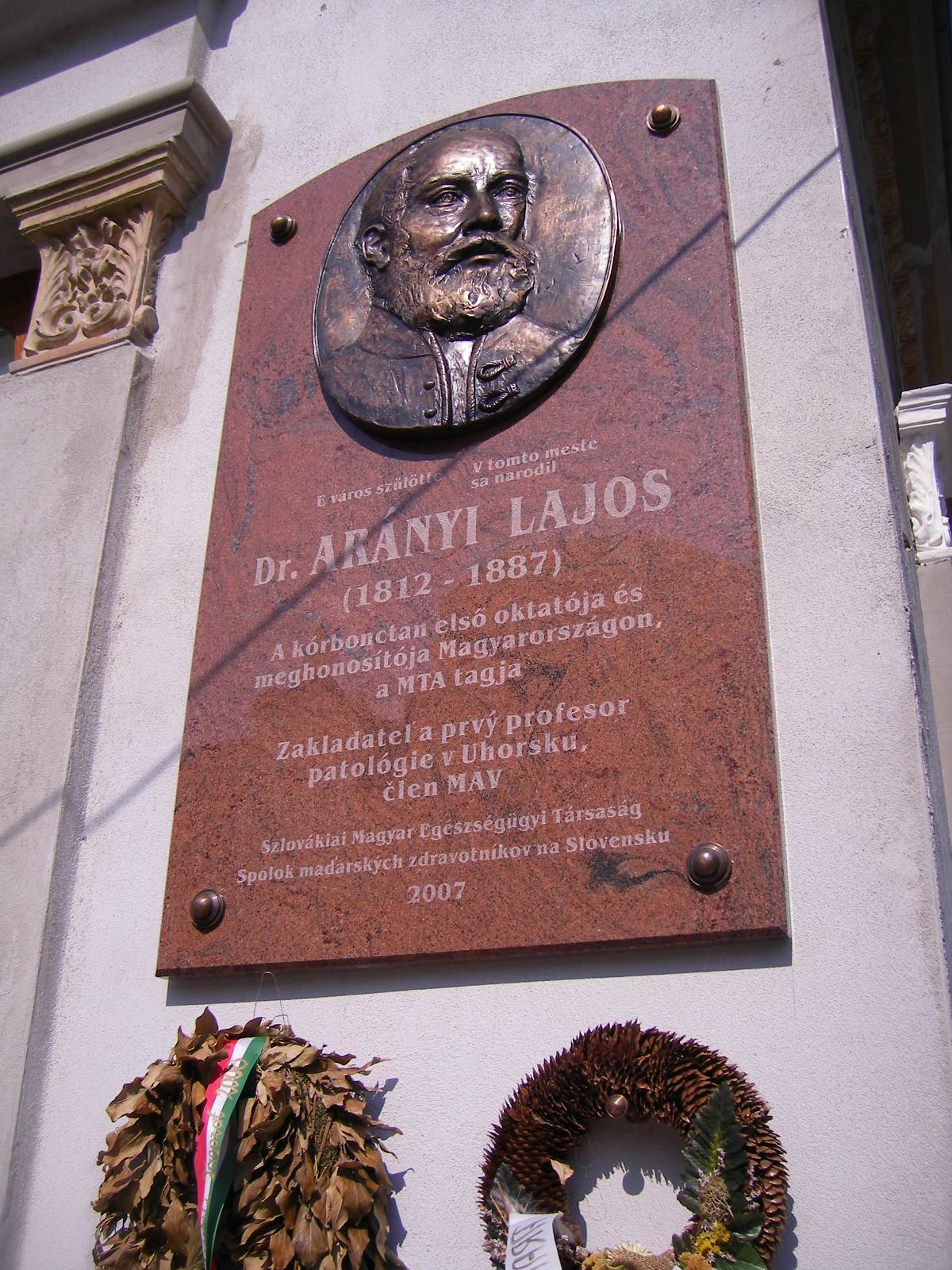
Arányi Lajos 2008-ban felavatott emléktáblája a komáromi Klapka téren

Lohsteiner Antal vármegyei sóhivatali hivatalnok és Piller Anna gyermekeként született Komáromban. Apja megtelepedett szászok Meisch-féle nemzetségéből származott. Arányit hároméves korában vagyonos nagybátyja, Strobly Márton fogadta örökbe, aki nagy gondot fordított nevelésére: 14 éves koráig a latin, német, francia, olasz nyelvre, rajzra, színészetre és szépírásra tanította. Gimnáziumi tanulmányait Budán és a pesti piaristáknál folytatta, itt végezte a bölcseletet és a jogot is. Angol és görög nyelvtani, természetrajzi és kórbonctani előadásokat is hallgatott, festészetre Richter tanította. 1831-ben a kolerajárvány alatt otthon tartózkodott jogászként, és nagy bátorságot tanúsított a kolerások ápolásában, ezért édesanyja rávette, hogy a jogi pályát az orvosival cserélje föl.
Az iskolai szünetben gyalog bejárta Magyarországot és a birodalom összes tartományát, elmélyítette néprajzi és nyelvészeti ismereteit, megismerkedett a népies gyógymódokkal és helyi betegségekkel is, erről tanúskodik száz ívnél hosszabb útleírása, melyet saját rajzaival látott el. A szigorlatok letétele után azonnal tanársegéd lett Bene Ferenc mellett. Két évig dolgozott itt, ezután Padovába, majd innen fél év múlva Bécsbe ment híres tanárok előadásait hallgatni. Bécsben négy és fél évet töltött, főleg kórbonctant, törvényszéki orvostant és életmentést tanult. 1844-ben Pesten a kórbonctan rendkívüli tanára lett, április 11-én tartotta székfoglaló beszédét. 1847-ben Bécsbe küldték, hogy ott 3 hónap alatt megtanulja az akkor híressé vált uroszkópiát (vizeletvizsgálatot).
1848–1849-ben az iskolák zárva voltak. Arányi az önkéntesek sorába lépett, eleinte zászlóalji, később második tábori főorvos lett, emiatt 1850-ben hivatalától 9 hónapra felfüggesztették. 1855-ben Csausz Márton tanárt helyettesítette és másfél évig látta el az igazságügyi és a patológiai bonctan tanszékét, az előadásokon rögtönzött 80 ívnyi tábla rajzolásával. Egészsége annyira megromlott, hogy csak 1860-ban foghatott kórbonctana sajtó alá rendezéséhez. 1858. december 15-én a Magyar Tudományos Akadémia levelező tagjává választotta, 1861. július elején pedig kinevezték őt a kórbonctan rendes tanárává az egyetemen.
A Semmelweis Orvostörténeti Múzeum őrzi öt esztendős kisfiának, Arányi Zoltánnak múmiáját. 1862-ben gyermeke halála után Arányi fia testét bebalzsamozta, felöltöztette, majd kis székre ültetve haláláig az íróasztala mellett őrizte.
Arányi saját tudománya mellett régészettel is foglalkozott, e téren is nagy buzgósággal tervezett, indítványozott, működött. A budai várban levő történelmi emlékű házaknak és pontoknak emléktáblákkal való megjelölésének ötlete tőle származott és a kivitelben is neki volt a legnagyobb szerepe. A vajdahunyadi vár restaurálását is ő indítványozta először. Több ízben odautazott, pontos és részletes rajzokat készített, fáradozott és áldozott; az ő tevékenységének is köszönhető a lovagvár helyreállítása.
Arányi az 1870-es évek elején vonult nyugalomba, de a budai állami tanítóképző intézetben még ezután is több éven át tartott az életmentésről előadásokat. Ferenc József magyar király 1875. január 19-én nemességet, családi címert, és a „hunyadvári” nemesi előnevet adományozta Arányi Lajosnak és gyermekeinek.

## Szabadkőműves pályafutása
Arányi Lajost 1871-ben vette fel az aradi Fraternitas páholy. Itt érte el a 3., mesterfokozatot. Miután fedezte páholyát (kilépett), a Corvin Mátyás páholy affiliálta (befogadta) 1871 végén. Páholyalapítás érdekében innen is kilépett és 1872-ben részt vett a Könyves Kálmán páholy létrehozásában. Itt alamizsnás és kincstárnok lett Arányi Lajos. Részt vett a páholy jelvényét elkészíttető bizottságban. 1877-ben ezt a páholyt is fedezte 21-ed magával, hogy átlépésükkel erősítsék a Hungaria páholyt. A Hungária páholyban érte el a 30. fokot a skót rítusban, s az I. 30-as Tanács tagja lett.
Magyarország Nagy-Oriense Szövetségtanácsának hosszú ideig tagja volt és képviselte az alabamai Nagypáholyt. A Nagyoriens részéről foglalkozott a Jánosrendi Nagypáholy javaslatával egy fiúnevelő intézet létrehozásáról. Számos ismeretterjesztő előadást tartott a páholyokban.

## Családja
Felesége Joachim Johanna (1824–1883) volt, Joachim József (1831–1907) hegedűművész nővére.
Gyermekei:
- Arányi Lajos Aurél Árpád, dr. (1852–1907)[6] sebészorvos. Első felesége Greth Louise (1854–1887), második Brunecker Ilona.
- Arányi Hortenzia (1853–1933).[7] Férje Mébold Frigyes (1834–1908) kereskedelmi akadémiai tanár.
- Arányi József Zoltán (1856–1862)[8]
- Arányi István Viktor Taksony (1858–1929)[9] a daktiloszkópai egyik első hazai szakértője, rendőrségi tanácsos, budapesti rendőrfőkapitány-helyettes.
- Arányi Krisztina Benedikta Gizella (1859–?)[10] tanítónő

Felesége első házasságából származó gyermekei, akiket közösen neveltek:
- Arányi Ágost, dr. (1841–1906) piarista tanár
- Arányi Béla (1844–1921) piarista, főgimnáziumi tanár
- Arányi Kornélia (1847–1914), Vámbéry Ármin (1832–1913) orientalista, egyetemi tanár felesége

## Munkái
- Orvosdoktori értekezés a pokolvarról. Buda, 1837. (Lóstájner György Lajos névvel.) Online
- Rudnó és lelkésze. 1844. és 1845-ben (Pest, 1846)
- Memoranda der pathologischen Anatomie.(Pest, 1855)
- A kórboncztan elemei. (Buda, 1864)
- Orvosgyakorlati tanulmányok a mell-ür zsigereinek táj- és leíró boncztana köréből. Pest, 1865.
- Vajda-Hunyad vára, 1452., 1681., 1866. szóban és képben. 15 táblán, 79 ábrával. Pozsony, 1867. Online
- Az 1452-ben épűlt és 1854-ben leégett, azóta pedig folyvást pusztuló Vajda-Hunyad várának rövid szöveggel magyarázott négy látata (képe) 4 táblán. 2. kiadás, Pest, 1867.
- Rójuk le 800 éves adósságunkat s állítsunk sz. István király dicsőitésére emléket. Uo. 1870.
- Általános jelentés a pestmegyei pilisi és váci járások egyes községeiben kutatott műemléki (nemkülönben egyéb régészeti) adatok dolgában. Archaeologiai Közlemények, 1877.

Az életmentésről (hirtelen halálveszély eseteiben) tartott rendkívüli előadásaiból csak rövid kivonat jelent meg egy vegyes tartalmú folyóiratban, míg a tárgy tudományosabb előadása, 40 íves nagy mű, kéziratban maradt.

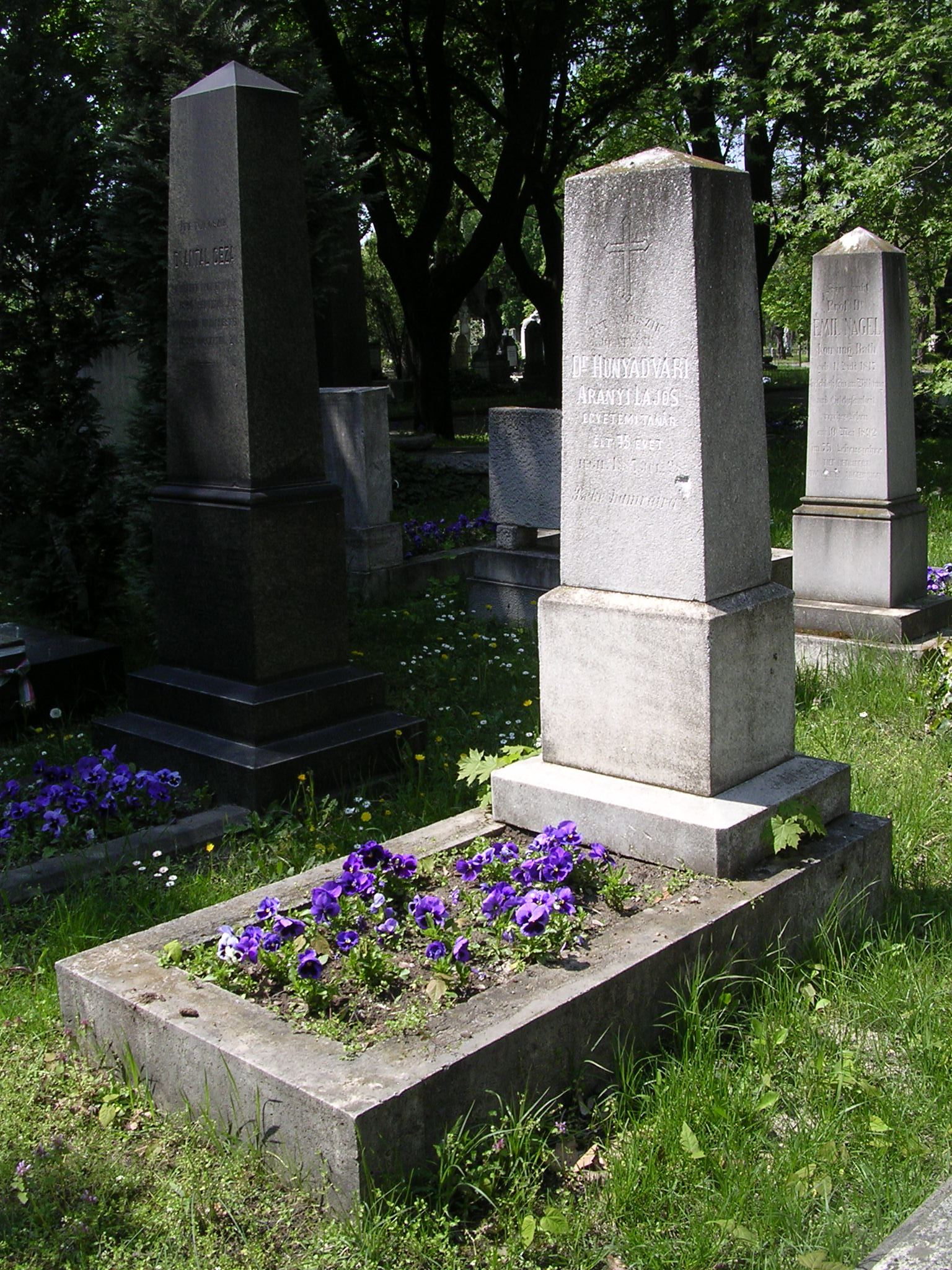
Sírja a Fiumei úti sírkertben

## További információ
- Dr. Arányi Lajos. Az ország tükre 1865. 259-260. old. Online